# Krňany
Obec Krňany se nachází v okrese Benešov, Středočeský kraj, na hřebeni mezi sbíhající se Vltavou a Sázavou, asi 30 kilometrů jižně od Prahy. Žije zde 507 obyvatel.
K obci patří kromě vesnice Krňany ještě vesnice Teletín a Třebsín, jakož i řada menších osad a samot, z nichž přímo ke Krňanům náleží Hubičkův Luh, Slapnice, Suchá Louka a Šejtovka, jejíž severní část patří do katastru Hostěradic, tedy k obci Kamenný Přívoz. Ostatní osady a samoty patří buď k Třebsínu (Závist a Norbertinka), nebo k Teletínu (Chlístov, Bučina a Marš).
Ve vzdálenosti 18 km jihovýchodně leží město Benešov, 21 km jižně město Sedlčany, 22 km severovýchodně město Říčany a 22 km západně město Dobříš. Území zaujme přírodou, kterou doplňuje stavebně historický objekt kapličky na návsi.

## Historie
První písemná zmínka o Krňanech pochází z roku 1061 (Chrynany). V minulosti prosluly především pěstováním jahod, které byly poté dováženy po řece Vltavě do hlavního města.
„Krňany či Krmňany, ves v Čechách, hejtmanství Benešov, okres Neveklov, fara a pošta Netvořice; 44 domů, 335 osob č. (1890), samota Šlapanice. Připomíná se r. 1061-86 v pamětech kláštera sv. Jana Křtitele na Ostrově.“
Za druhé světové války se ves stala součástí vojenského cvičiště Zbraní SS Benešov a její obyvatelé se museli 15. září 1942 vystěhovat.

### Územněsprávní začlenění
Dějiny územněsprávního začleňování zahrnují období od roku 1850 do současnosti. V chronologickém přehledu je uvedena územně administrativní příslušnost obce v roce, kdy ke změně došlo:
- 1850 země česká, kraj České Budějovice, politický okres Benešov, soudní okres Neveklov[5]
- 1855 země česká, kraj Tábor, soudní okres Neveklov
- 1868 země česká, politický okres Benešov, soudní okres Neveklov
- 1939 země česká, Oberlandrat Tábor, politický okres Benešov, soudní okres Neveklov[6]
- 1942 země česká, Oberlandrat Praha, politický okres Benešov, soudní okres Neveklov[7]
- 1945 země česká, správní okres Benešov, soudní okres Neveklov[8]
- 1949 Pražský kraj, okres Benešov[9]
- 1960 Středočeský kraj, okres Benešov
- 1974 Středočeský kraj, okres Praha-západ[10]
- 1996 Středočeský kraj, okres Benešov[11]
- 2003 Středočeský kraj, okres Benešov, obec s rozšířenou působností Benešov

### Rok 1932
V obci Krňany (315 obyvatel) byly v roce 1932 evidovány tyto živnosti a obchody: 13 obchodníků s drůbeží a husami, 2 hostince, kapelník, kosíkář, kovíř, obuvník, obchod s peřím, 4 rolníci, řezník, obchod se smíšeným zbožím, trafika, truhlář.
V obci Teletín (210 obyvatel, samostatná obec se později stala součástí Krňan) byly v roce 1932 evidovány tyto živnosti a obchody: 5 obchodníků s drůbeží, hostinec, 2 krejčí, rolník, obchod se smíšeným zbožím, trafika.
V obci Třebsín (486 obyvatel, samostatná obec se později stala součástí Krňan) byly v roce 1932 evidovány tyto živnosti a obchody: cihelna, 3 hostince, krejčí, 2 obchody se smíšeným zbožím, 2 trafiky.

## Doprava
Dopravní síť
- Pozemní komunikace – Obcí prochází silnice II/106 Štěchovice – Krňany – Kamenný Přívoz – Týnec nad Sázavou – Benešov.
- Železnice – Železniční trať ani stanice na území obce nejsou.

Veřejná doprava 2012
- Autobusová doprava – V obci zastavovaly autobusové linky jedoucí např. do těchto cílů: Benešov, Netvořice, Neveklov, Rabyně, Štěchovice, Týnec nad Sázavou.

Při severním okraji území obce vedou dvě turistické trasy. Podél řeky Sázavy vede červeně značená Posázavská stezka Davle – Pikovice – Pod Třebsínem – Kamenný Přívoz – Prosečnice – Čerčany. Třebsínem prochází východozápadním směrem modře značená trasa Žampach – Třebsín – Štěchovice a zeleně značená trasa Pod Třebsínem – Třebsín – Medník – Pikovice. Severojižním směrem  vede žlutě značená trasa z Třebsína do Jablonné. Oblastí nevedou žádné značené cyklotrasy.